# Chiến tranh giữa các vì sao: Tập III – Sự báo thù của người Sith
Chiến tranh giữa các vì sao: Tập III – Sự báo thù của người Sith) (tựa gốc tiếng Anh: Star Wars: Episode III – Revenge of the Sith) là một bộ phim không gian sử thi của Mỹ năm 2005 do George Lucas viết kịch bản và đạo diễn. Phim có sự tham gia của Ewan McGregor, Natalie Portman, Hayden Christensen, Ian McDiarmid, Samuel L. Jackson, Christopher Lee, Anthony Daniels, Kenny Baker và Frank Oz. Là phần tiếp theo của Hiểm họa bóng ma (1999) và Sự xâm lăng của người vô tính (2002), đây là phần phim thứ sáu trong loạt phim Chiến tranh giữa các vì sao, phần cuối cùng trong bộ ba phần tiền truyện Chiến tranh giữa các vì sao và chương thứ ba theo thứ tự thời gian của "Skywalker Saga".
Sự báo thù của người Sith lấy bối cảnh ba năm sau khi Cuộc Chiến tranh Vô tính bắt đầu như được đề cập trong Sự xâm lăng của người vô tính. Các Jedi lan rộng khắp thiên hà trong một cuộc chiến toàn diện chống lại những kẻ theo chủ nghĩa Ly khai. Hội đồng Jedi cử Obi-Wan Kenobi đi làm nhiệm vụ đánh bại Tướng Grievous, người đứng đầu Quân Ly khai, để chấm dứt chiến tranh. Trong khi đó, sau khi nhìn thấy người vợ của mình là Padmé Amidala chết trong khi sinh con, Anakin Skywalker được Hội đồng giao nhiệm vụ do thám Palpatine, Thủ tướng tối cao của Cộng hòa Thiên hà và, một cách bí mật, một Chúa tể Sith. Palpatine thao túng Anakin quay sang phe bóng tối của Thần lực và trở thành người học viên của ông ta, Darth Vader, với những hậu quả trên diện rộng khắp thiên hà.
Lucas bắt đầu viết kịch bản trước khi quá trình sản xuất Sự xâm lăng của người Vô tính kết thúc, với lý do ông muốn phần cuối của bộ ba phim có những khía cạnh tương tự như một bi kịch lãng mạn, do đó xây dựng thành trạng thái của Darth Vader ở đầu phần phim tiếp theo. Quá trình sản xuất Sự báo thù của người Sith bắt đầu vào tháng 9 năm 2003, và quá trình quay phim diễn ra ở Úc với các địa điểm khác ở Thái Lan, Thụy Sĩ, Trung Quốc, Ý và Vương quốc Anh.
Sự báo thù của người Sith được công chiếu lần đầu vào ngày 15 tháng 5 năm 2005, tại Liên hoan phim Cannes, sau đó được phát hành trên toàn thế giới vào ngày 19 tháng 5 năm 2005. Bộ phim đã nhận được những đánh giá tích cực và được nhiều người coi là phần hay nhất của bộ ba phần tiền truyện, với những lời khen ngợi về sự đột phá của phim, giai điệu, câu chuyện, sức nặng cảm xúc, chuỗi hành động, điểm số, hiệu ứng hình ảnh và màn trình diễn của McGregor, McDiarmid, Oz, và Jimmy Smits; những lời chỉ trích chủ yếu tập trung vào lời thoại trong phim và diễn xuất của Christensen. Phim đã phá vỡ một số kỷ lục phòng vé trong tuần đầu công chiếu và tiếp tục kiếm được hơn 868 triệu đô la trên toàn thế giới, trở thành bộ phim có doanh thu cao thứ hai trong loạt phim Star Wars vào thời điểm đó. Đây là bộ phim có doanh thu cao nhất ở Mỹ và phim có doanh thu cao thứ hai trên toàn thế giới vào năm 2005. Phim cũng giữ kỷ lục là phim có doanh thu ngày mở màn cao nhất vào ngày thứ Năm, kiếm được 50 triệu đô la.

## Nội dung
Trên hành tinh Coruscant, Obi-Wan Kenobi và Anakin Skywalker dẫn đầu một nhiệm vụ giải cứu Thủ tướng Tối cao Palpatine bị bắt cóc bởi chỉ huy cyborg của Quân Ly khai, Tướng Grievous. Sau khi xâm nhập thành công vào hạm đội của Grievous, Obi-Wan và Anakin chiến đấu với Chúa tể Sith Bá tước Dooku, người sau đó bị Anakin khống chế và chém đầu trước sự thúc giục của Palpatine. May mắn thoát khỏi con tàu đang bị xé nát trong cuộc giao tranh, nhóm Jedi đành phải hạ cánh xuống Coruscant. Tại đây, Anakin gặp lại người vợ bí mật của mình, Padmé Amidala, tiết lộ rằng cô đang mang thai. Tuy phấn khích lúc ban đầu, Anakin nhanh chóng bắt đầu có ác mộng Padmé chết khi sinh con.
Palpatine bổ nhiệm Anakin vào Hội đồng Jedi làm đại diện cá nhân của mình. Hội đồng, nghi ngờ Palpatine, chấp thuận việc bổ nhiệm nhưng từ chối cấp cho Anakin cấp Bậc thầy và thay vào đó chỉ thị anh ta theo dõi Palpatine, làm giảm niềm tin của Anakin vào Hội đồng Jedi. Trong khi đó, trên Utapau, Grievous chuyển các nhà lãnh đạo của Đảng Ly khai đến hành tinh núi lửa Mustafar. Obi-Wan đến Utapau để đối đầu với Grievous và giết được hắn ta, trong khi Yoda đến hành tinh Wookiee của Kashyyyk để bảo vệ hành tinh khỏi cuộc xâm lược của Quân Ly khai.
Palpatine cám dỗ Anakin bằng kiến thức của ông ta về mặt tối của Thần lực, và đề nghị dạy anh ta sức mạnh để ngăn chặn cái chết của Padmé. Anakin suy luận rằng Palpatine là Chúa tể Sith Darth Sidious đứng sau cuộc chiến và báo cáo hành vi của hắn cho Mace Windu. Mace dẫn đầu một nhóm Jedi đến văn phòng Thủ tướng, sau một vài thương vong đã khống chế được ông ta. Tuy nhiên trái với mong muốn mang Palpatine ra tòa của Anakin, Windu muốn xử tử Palpatine ngay tại chỗ. Tuyệt vọng để cứu mạng Padmé, Anakin chặt tay Windu trước khi ông có thể giết Palpatine, đồng thời Palpatine cũng bắn một luống điện khiến Windu rơi khỏi lầu cao và chết. Anakin cam kết đi theo Sith, và Palpatine phong cho anh ta là Darth Vader. Palpatine đưa ra Lệnh 66, lệnh này chỉ huy các binh lính nhân bản giết các Jedi đang chỉ huy của họ trên khắp thiên hà, trong khi Vader và một tiểu đoàn lính nhân bản giết các Jedi còn lại trong Đền Jedi. Vader sau đó đi đến Mustafar để ám sát các thủ lĩnh của Đảng Ly khai, trong khi Palpatine tuyên bố mình là Hoàng đế trước Thượng viện Ngân hà, biến nền Cộng hòa thành Đế chế Thiên hà, sau khi tố cáo Jedi là những kẻ phản bội.
Sống sót sau cuộc binh biến, Obi-Wan và Yoda quay trở lại Coruscant, Obi-Wan nghe được tin Anakin đã theo phe bóng tối. Yoda chỉ đạo Obi-Wan đến đối đầu với Vader trong khi ông tìm cách đối đầu với Palpatine. Obi-Wan tìm Padmé để hỏi tung tích của Vader và tiết lộ sự phản bội của anh ta. Padmé sau đó đi đến Mustafar – với Obi-Wan bí mật trốn trên con tàu của cô ấy – và cầu xin Vader từ bỏ mặt tối và rời đi với mình, nhưng anh ta từ chối. Nhìn thấy Obi-Wan trên tàu, Anakin đã nghĩ rằng họ đang âm mưu giết anh, Vader sử dụng Thần lực để siết cổ Padmé đến bất tỉnh trong cơn thịnh nộ mù quáng. Obi-Wan sau đó giao chiến với Vader trong một quyết đấu tay đôi bằng kiếm ánh sáng. Trận chiến kết thúc bằng việc Obi-Wan chém đứt hai chân và tay trái của Vader, để lại anh bên bờ dòng dung nham, nơi Vader đang bị đốt cháy khủng khiếp. Obi-Wan lấy lại thanh kiếm của Vader và bỏ mặc anh cho đến chết.
Tại Coruscant, Yoda đánh nhau với Palpatine cho đến khi cuộc đọ sức của họ đi vào thế bế tắc. Nhận ra mình không thể đánh bại Sidious, Yoda bỏ trốn cùng Thượng nghị sĩ Bail Organa và tập hợp lại với Obi-Wan và Padmé trên chiếc máy bay Polis Massa. Ở đó, Padmé sinh ra một cặp song sinh, cô đặt tên là Luke và Leia, và chết ngay sau đó vì mất đi ý chí sống nhưng vẫn tin rằng Vader vẫn còn điều tốt bên trong. Palpatine tìm được Vader, gần như suýt chết và đưa anh ta đến Coruscant, nơi cơ thể bị cắt của anh ta được điều trị và sau đó bọc trong một bộ giáp đen. Khi Vader hỏi liệu Padmé có an toàn không, Palpatine nói rằng anh ta đã giết cô vì tức giận, Vader trở nên suy sụp và phá nát phòng điều trị sau đó.
Obi-Wan và Yoda lên kế hoạch che giấu cặp song sinh khỏi người Sith và sống lưu vong cho đến khi đến thời điểm thích hợp để chống lại Đế chế. Khi đám tang của Padmé diễn ra trên hành tinh Naboo, quê hương của cô, Palpatine và Vader đang giám sát việc xây dựng Ngôi sao Chết. Bail đưa Leia đến Alderaan, nơi ông và vợ nhận nuôi cô, trong khi Obi-Wan giao Luke cho chú dượng và dì, Owen và Beru Lars, trên Tatooine trước khi đi ở ẩn gần đó để trông chừng cậu bé.

## Diễn viên
- Ewan McGregor trong vai Obi-Wan Kenobi, một Bậc thầy Jedi, vị tướng Jedi của Cộng hòa Thiên hà và là sư phụ của Anakin.
- Natalie Portman trong vai Padmé Amidala, một Thượng nghị sĩ của hành tinh Naboo và là vợ bí mật của Anakin.
- Hayden Christensen trong vai Anakin Skywalker / Darth Vader, một Hiệp sĩ Jedi, anh hùng của Cuộc Chiến tranh Nhân bản và cựu học viên của Obi-Wan và người chồng bí mật của Padmé, người đã quay sang phe bóng tối của Thần lực và trở thành Sith Lord. Christensen cũng đóng vai Vader trong bộ đồ của anh ấy. James Earl Jones đảm nhận vai trò lồng tiếng cho Vader từ các phương tiện truyền thông Star Wars trước đó trong một vai khách mời chưa được công nhận.[3]
- Ian McDiarmid trong vai Thủ Tướng Tối Cao Sheev Palpatine / Darth Sidious, là Thủ Tướng Tối Cao của Cộng hòa Thiên hà, kẻ thực ra là một tên Chúa Sith độc ác, và sau đó là kẻ đã lập nên và là Hoàng đế của Đế chế Thiên hà, một thể chế chuyên chế áp bức. Hắn ta lợi dụng sự mất lòng tin của Anakin đối với Hội đồng Jedi và sự sợ hãi rằng Padmé sẽ chết để khiến anh ta trở theo mặt tối thành Darth Vader, còn hắn thành sư phụ của Vader.
- Matthew Wood vai Tướng Grievous, chỉ huy đội quân người máy chiến đấu của Phe li khai.
- Christopher Lee trong vai Bá tước Dooku / Darth Tyranus, là học trò Sith của Darth Sidious và từng là một Bậc thầy Jedi, kẻ bấy giờ là thủ lĩnh tối cao của Phe li khai.
- Samuel L. Jackson trong vai Mace Windu, một Bậc thầy Jedi hùng mạnh và là thành viên cao cấp của Hội đồng Jedi.
- Jimmy Smits trong vai Thượng nghị sĩ Bail Organa, một thượng nghị sĩ từ hành tinh Alderaan và là người bạn chí cốt của Obi-Wan, Yoda và Padmé.
- Anthony Daniels trong vai Người máy C-3PO, là người máy giao tiếp riêng của Anakin và Padmé, được tạo ra bởi chính Anakin khi anh còn nhỏ.
- Kenny Baker trong vai R2-D2, là người máy hỗ trợ không gian của Anakin.
- Frank Oz lồng tiếng cho Yoda, một Đại Bậc thầy Jedi và là người đứng đầu Hội đồng Jedi.

Peter Mayhew, Oliver Ford Davies, Ahmed Best và Silas Carson lần lượt thể hiện lại vai Chewbacca, Sio Bibble, Jar Jar Binks, và Nute Gunray và Ki-Adi-Mundi trong các phần phim trước. Joel Edgerton và Bonnie Piesse cũng xuất hiện với vai khách mời, lần lượt đóng vai Owen và Beru Lars trong Sự xâm lăng của người vô tính. Kỹ sư âm thanh Matthew Wood lồng tiếng Tướng Grievous, chỉ huy cyborg đáng sợ của người máy Quân đội Ly khai, người đã được Bá tước Dooku huấn luyện cách sử dụng guơm ánh sáng. Wood đã đảm nhận vai này, sau khi Gary Oldman ban đầu được chọn vào vai này, nhưng đã phải bỏ sản xuất do xung đột lịch trình; Oldman đã hoàn thành một số công việc lồng tiếng. Temuera Morrison đóng vai Chỉ huy Cody và những người lính nhân bản còn lại. Bruce Spence đóng vai Tion Medon, quản lý địa phương của Utapau. Jeremy Bulloch (người đã đóng vai Boba Fett trong Đế chế phản công và Sự trở lại của Jedi) xuất hiện trong vai Đại úy Colton, phi công của Rebel Blockade Runner Tantive IV. Genevieve O'Reilly đóng vai thượng nghị sĩ Mon Mo Hen-rích, mặc dù cảnh diễn thuyết của cô cuối cùng đã bị cắt. Rohan Nichol đóng vai đại úy Raymus Antilles.
Wayne Pygram xuất hiện trong vai một Wilhuff Tarkin trẻ tuổi, và điều phối viên đóng thế Nick Gillard xuất hiện trong vai một Jedi tên là Cin Drallig (tên của anh ta bị đánh vần ngược, không có chữ 'k'). Con trai của biên tập viên Roger Barton, Aidan Barton, đóng vai Luke Skywalker và Leia Organa lúc nhỏ. James Earl Jones xuất hiện với tư cách khách mời không được công nhận, đóng lại vai trò lồng tiếng của Darth Vader trong các bộ phim trước.
Đạo diễn và người sáng tạo Star Wars George Lucas có một vai khách mời trong vai Nam tước Papanoida, một người ngoài hành tinh mặt xanh tham dự nhà hát opera Coruscant. Con trai của Lucas, Jett đóng vai Zett Jukassa, một Jedi trẻ đang được đào tạo. Một trong những cô con gái của Lucas, Amanda, xuất hiện dưới dạng Terr Taneel, được nhìn thấy trong ảnh ba chiều an ninh, trong khi cô con gái khác của anh là Katie đóng vai Pantoran da xanh tên là Chi Eekway, xuất hiện khi Palpatine đến Thượng viện sau khi được Jedi cứu và nói chuyện với Nam tước Papanoida tại nhà hát opera. Christian Simpson xuất hiện với vai trò đóng thế kép cho Hayden Christensen.

## Sản xuất

### Viết kịch bản
Lucas cho biết anh đã hình thành câu chuyện của loạt phim Star Wars dưới dạng một phác thảo cốt truyện vào năm 1973. Tuy nhiên, sau đó ông đã làm rõ rằng, vào thời điểm hình thành câu chuyện, anh vẫn chưa nhận ra đầy đủ các chi tiết - chỉ là những điểm cốt truyện chính. Trận chiến đỉnh cao của bộ phim có cơ sở trong tiểu thuyết Return of the Jedi , trong đó Obi-Wan kể lại trận chiến của anh với Anakin kết thúc bằng việc sau này rơi xuống "một cái hố nóng chảy". Lucas bắt đầu làm kịch bản cho Tập III trước khi bộ phim trước đó, Attack of the Clones , được phát hành, đề xuất với các nghệ sĩ ý tưởng rằng bộ phim sẽ mở đầu bằng việc dựng phim bảy trận chiến trên bảy hành tinh. Trong Lịch sử bí mật của Chiến tranh giữa các vì sao, Michael Kaminski phỏng đoán rằng Lucas đã tìm ra sai sót khi Anakin rơi vào mặt tối và tổ chức lại cốt truyện một cách triệt để. Ví dụ, thay vì mở đầu bộ phim bằng một đoạn phim về các trận chiến trong Cuộc chiến Nhân bản, Lucas quyết định tập trung vào Anakin, kết thúc hành động đầu tiên với việc anh ta giết Bá tước Dooku, một hành động báo hiệu anh ta quay sang phe bóng tối.
Một số lượng lớn người hâm mộ đã suy đoán trực tuyến về tiêu đề tập của bộ phim với các tựa được đồn đại bao gồm Rise of the Empire, The Creeping Fear (cũng được đặt tên là tiêu đề của bộ phim trên trang web chính thức vào ngày Cá tháng Tư năm 2004) và Birth of the Empire.  Cuối cùng, Revenge of the Sith cũng trở thành tựa phim được người hâm mộ đoán rằng George Lucas sẽ gián tiếp xác nhận. Tựa đề liên quan đến Revenge of the Jedi, tựa gốc là Return of the Jedi; Lucas đã thay đổi tiêu đề vài tuần trước khi công chiếu Return of the Jedi, tuyên bố rằng Jedi không tìm cách trả thù.
Vì Lucas tái tập trung bộ phim vào Anakin, anh ấy đã phải hy sinh một số điểm cốt truyện không liên quan liên quan đến Attack of the Clones. Lucas trước đây đã hứa với người hâm mộ rằng anh ấy sẽ giải thích bí ẩn đằng sau việc xóa sổ hành tinh Kamino khỏi Jedi Archives. Tuy nhiên, Lucas đã từ bỏ chủ đề cốt truyện này để dành nhiều thời gian hơn cho câu chuyện của Anakin, khiến vấn đề chưa được giải quyết trên phim.
Ban đầu, Lucas đã lên kế hoạch đưa nhiều mối quan hệ hơn nữa vào bộ ba phim gốc, và viết các bản nháp ban đầu của kịch bản trong đó Han Solo 10 tuổi xuất hiện trên Kashyyyk, nhưng vai diễn này không được chọn hoặc quay. Anh ta cũng viết một cảnh trong đó Palpatine tiết lộ với Anakin rằng anh ta tạo ra anh ta từ midichlorian , và do đó là "cha đẻ" của anh ta, một sự song song rõ ràng với tiết lộ của Vader với Luke trong Đế chế phản công, nhưng Lucas cũng từ chối cảnh này. Một cảnh dự kiến khác của Lucas đã được viết trong quá trình phát triển ban đầu của bộ phim là cuộc trò chuyện giữa Master Yoda và Qui-Gon Jinn ma quái, với Liam Neeson đóng lại vai Jinn (anh ấy cũng gợi ý về khả năng xuất hiện của mình trong phim). Tuy nhiên, cảnh này không bao giờ được quay và Neeson cũng không bao giờ được ghi lại, mặc dù cảnh này có mặt trong tiểu thuyết của bộ phim.
Sau khi nhiếp ảnh chính hoàn thành vào năm 2003, Lucas đã thực hiện nhiều thay đổi hơn nữa trong nhân vật Anakin, viết lại toàn bộ chuỗi "lượt". Lucas đã hoàn thành việc "viết lại" này thông qua việc chỉnh sửa các cảnh quay chính và quay các cảnh mới trong chuyến đón khách ở London vào năm 2004. Trong các phiên bản trước, Anakin có vô số lý do để quay sang mặt tối, một trong số đó là niềm tin chân thành của anh ấy rằng Jedi đang âm mưu tiếp quản nước Cộng hòa. Mặc dù điều này vẫn còn nguyên vẹn trong bộ phim đã hoàn thành, bằng cách sửa đổi và cắt lọc nhiều cảnh, Lucas nhấn mạnh mong muốn của Anakin để cứu Padmé khỏi cái chết. Vì vậy, trong phiên bản ra rạp, Anakin chủ yếu rơi vào mặt tối để cứu Padmé.

### Thiết kế mỹ thuật
Đối với hành tinh Kashyyyk, bộ phận nghệ thuật đã chuyển sang Star Wars Holiday Special để lấy cảm hứng. Trong khoảng thời gian hàng tháng, Lucas sẽ phê duyệt hàng trăm thiết kế cuối cùng sẽ xuất hiện trong phim. Sau đó, anh ấy sẽ viết lại toàn bộ các cảnh và phân đoạn hành động để tương ứng với một số thiết kế mà anh ấy đã chọn. Các thiết kế sau đó được chuyển đến bộ phận tiền hình ảnh để tạo ra các phiên bản CGI chuyển động được gọi là hoạt hình. Ben Burtt sẽ chỉnh sửa những cảnh này với Lucas để hình dung trước bộ phim sẽ trông như thế nào trước khi các cảnh quay được thực hiện. Cảnh quay tiền hình dung có môi trường CGI thô cơ bản với các mô hình nhân vật chưa qua xử lý tương đương thực hiện một cảnh, thường là cho các phân cảnh hành động. Steven Spielberg được mời làm "đạo diễn khách mời" để đưa ra đề xuất với các nhà thiết kế mỹ thuật cho cuộc đấu Mustafar, và giám sát việc hình dung trước phiên bản không sử dụng của cảnh rượt đuổi Utapau. Sau đó, các bản thiết kế tiền hình ảnh và mỹ thuật được gửi đến bộ phận sản xuất để bắt đầu "đưa bộ phim ra khỏi giai đoạn ý tưởng" bằng cách xây dựng bối cảnh, đạo cụ và phục trang.

### Quay phim
Mặc dù cảnh đầu tiên được quay là cảnh cuối cùng xuất hiện trong phim (được quay trong quá trình quay Attack of the Clones vào năm 2000), phần lớn cảnh chính đầu tiên trên phim xảy ra từ ngày 30 tháng 6 năm 2003 đến ngày 17 tháng 9 năm 2003, với phần chụp ảnh bổ sung tại Shepperton Studios ở Surrey và Elstree Studios ở Hertfordshire từ tháng 8 năm 2004 đến ngày 31 tháng 1 năm 2005. Quá trình quay phim đầu tiên diễn ra trên các sân khấu âm thanh tại Fox Studios Australia ở Sydney, mặc dù các môi trường thực tế đã được quay làm cảnh nền sau này được ghép vào phim. Chúng bao gồm những ngọn núi đá vôi mô tả Kashyyyk, được quay ở Phuket, Thái Lan . Công ty sản xuất cũng may mắn được quay cùng thời điểm núi Etna phun trào ở Ý. Các đội quay phim đã được cử đến địa điểm để quay một số góc của ngọn núi lửa mà sau đó được ghép vào nền của các hoạt cảnh và phiên bản điện ảnh cuối cùng của hành tinh Mustafar.
Trong khi quay những cảnh ấn tượng quan trọng, Lucas thường sử dụng "máy quay A" và "máy quay B", hoặc "kỹ thuật V", một quy trình bao gồm chụp bằng hai hoặc nhiều máy ảnh cùng một lúc để có được một số góc của cùng hiệu suất. Sử dụng công nghệ HD được phát triển cho bộ phim, các nhà làm phim có thể gửi cảnh quay cho các biên tập viên vào cùng ngày phim được quay, một quá trình đòi hỏi đủ 24 giờ nếu nó được quay trên phim. Cảnh quay về hành tinh Mustafar đã được trao cho biên tập viên Roger Barton , người đang ở địa điểm ở Sydney cắt cuộc đấu tay đôi đỉnh cao.
Hayden Christensen nói rằng Lucas đã yêu cầu anh ấy "đóng vai lớn và thể hiện thể chất sự trưởng thành đã diễn ra giữa hai bộ phim." Nam diễn viên cho biết anh đã tập luyện với một huấn luyện viên ở Sydney trong ba tháng và ăn "sáu bữa mỗi ngày và trên mọi chất bổ sung protein, chất tăng cân mà người đàn ông đã tạo ra" để tăng từ 160 lbs lên 185 lbs.
Christensen và Ewan McGregor đã bắt đầu tập dượt trận đấu tay đôi trên đèn cao cấp của họ rất lâu trước khi Lucas bắn nó. Họ được đào tạo chuyên sâu với điều phối viên đóng thế Nick Gillard để ghi nhớ và thực hiện cuộc đấu tay đôi của họ với nhau. Như trong phần phim tiền truyện trước đó, McGregor và Christensen đã tự mình thực hiện những cảnh đánh nhau bằng gươm ánh sáng mà không sử dụng diễn viên đóng thế. Tốc độ mà Vader và Obi-Wan tham gia vào cuộc đấu tay đôi của họ chủ yếu là tốc độ quay phim, mặc dù có những trường hợp mà các khung hình đơn đã bị loại bỏ để tăng tốc độ của các đòn đánh cụ thể. Một ví dụ về điều này xảy ra khi Obi-Wan tấn công Vader sau khi áp dụng một đòn khóa tay trong hiệp một của trận đấu.
Revenge of the Sith cuối cùng đã trở thành bộ phim Chiến tranh giữa các vì sao đầu tiên trong đó Anakin Skywalker và Darth Vader phù hợp được đóng bởi cùng một diễn viên trong cùng một bộ phim. Như Christensen kể lại, ban đầu dự định chỉ để một "anh chàng cao ráo" trong trang phục Darth Vader, nhưng sau khi "năn nỉ và nài nỉ", Christensen đã thuyết phục Lucas nhờ bộ trang phục Vader được sử dụng trong phim được tạo ra đặc biệt để phù hợp với anh ta. Trang phục mới có giày nâng và bộ đồ cơ bắp. Nó cũng yêu cầu Christensen (cao 6 feet hoặc 1,8 mét) phải nhìn qua ống kính của mũ bảo hiểm.
Năm 2004, Gary Oldman ban đầu được tiếp cận để lồng tiếng cho Tướng Grievous; tuy nhiên, sự phức tạp nảy sinh trong quá trình đàm phán hợp đồng sau khi Oldman biết rằng bộ phim sẽ được thực hiện bên ngoài Hiệp hội Diễn viên Màn ảnh mà ông là thành viên. Anh ấy đã lùi khỏi vai trò hơn là vi phạm các quy tắc của Hiệp hội. Matthew Wood, người lồng tiếng cho Grievous, phản bác câu chuyện này tại Lễ kỷ niệm III, được tổ chức ở Indianapolis. Theo anh ta, Oldman là bạn của nhà sản xuất Rick McCallum, và do đó đã ghi nhận một buổi thử vai như một sự ưu ái dành cho anh ta, nhưng không được chọn. Wood, người cũng là giám sát biên tập âm thanh, phụ trách buổi thử giọng và đã gửi buổi thử giọng ẩn danh giữa 30 người khác, với tên viết tắt là "A.S." cho Alan Smithee.  Nhiều ngày sau, anh nhận được một cuộc điện thoại yêu cầu cung cấp tên đầy đủ với tên viết tắt là "A.S."

### Hiệu ứng hình ảnh
Bộ phận hậu kỳ (do Industrial Light & Magic đảm nhận) bắt đầu làm việc trong quá trình quay phim và tiếp tục cho đến nhiều tuần trước khi bộ phim được phát hành vào năm 2005. Các hiệu ứng đặc biệt được tạo ra bằng cách sử dụng hầu hết các định dạng, bao gồm cả công việc mô hình, CGI và các hiệu ứng thực tế. Cũng chính bộ phận này sau đó đã tổng hợp tất cả các công việc như vậy vào các cảnh đã quay — cả hai quá trình đều mất gần hai năm để hoàn thành. Revenge of the Sith có 2.151 cảnh quay sử dụng hiệu ứng đặc biệt, một kỷ lục thế giới.
Phần giới thiệu DVD trong vòng một phút minh họa bộ phim đã yêu cầu 910 nghệ sĩ và 70.441 giờ công để tạo ra cảnh phim 49 giây cho riêng cuộc đấu Mustafar. Các thành viên của Hyperspace, Câu lạc bộ người hâm mộ Chiến tranh giữa các vì sao chính thức, đã nhận được một cái nhìn đặc biệt về quá trình sản xuất. Lợi ích không chỉ bao gồm các bài báo đặc biệt, mà họ còn nhận được quyền truy cập vào một webcam truyền một hình ảnh mới cứ sau 20 giây trong thời gian hoạt động tại Fox Studios Australia. Nhiều lần các ngôi sao, và chính Lucas, được phát hiện trên webcam.

### Cảnh bị xóa
Lucas đã thực hiện tất cả các cảnh quay của một nhóm Thượng nghị sĩ, bao gồm Padmé, Bail Organa, và Mon Mothma (Genevieve O'Reilly), tổ chức một liên minh để ngăn chặn Palpatine chiếm đoạt bất kỳ quyền lực khẩn cấp nào nữa. Mặc dù đây về cơ bản là sự ra đời của Liên minh nổi loạn, nhưng các cảnh đã bị loại bỏ để tập trung hơn vào câu chuyện của Anakin. Cảnh Yoda đến Dagobah để bắt đầu cuộc lưu đày tự áp đặt của mình cũng bị xóa, nhưng được đưa vào như một cảnh mở rộng trong bản phát hành DVD, mặc dù McCallum nói rằng anh ấy hy vọng Lucas sẽ thêm nó vào đoạn phim mới như một phần của một bộ hộp DVD sáu tập.
Bai Ling đã quay những cảnh nhỏ cho bộ phim trong vai một thượng nghị sĩ, nhưng vai diễn của cô đã bị cắt trong quá trình biên tập. Cô khẳng định điều này là do cô xuất hiện trong một bức ảnh khỏa thân cho tạp chí Playboy tháng 6 năm 2005, xuất hiện trên các sạp báo trùng với ngày phát hành tháng 5 của bộ phim. Lucas phủ nhận điều này, nói rằng đoạn phim đã được thực hiện hơn một năm trước đó và anh ấy cũng đã cắt cảnh của con gái mình. Các tính năng bổ sung cho thấy một cảnh bổ sung bị loại bỏ, trong đó Bậc thầy Jedi Shaak Ti bị giết bởi Tướng Grievous trước mặt Obi-Wan và Anakin. Các tính năng bổ sung cũng cho thấy Obi-Wan và Anakin chạy qua con tàu của Grievous, thoát khỏi các droid qua đường hầm nhiên liệu và tranh cãi về những gì R2-D2 đang nói.

### Âm nhạc
Phần âm nhạc được sáng tác và soạn bởi John Williams (người đã sáng tác và soạn phần nhạc cho mọi tập trong loạt phim Star Wars), và được trình diễn bởi London Symphony Orchestra và London Voices. Nhạc nền của phim được Sony Pictures Classical Records phát hành vào ngày 3 tháng 5 năm 2005, hơn hai tuần trước khi bộ phim phát hành. Một video âm nhạc có tựa đề A Hero Falls đã được tạo ra cho chủ đề của bộ phim, " Battle of the Heroes ", bao gồm các cảnh trong phim và cũng có sẵn trên DVD.
Nhạc phim cũng đi kèm với DVD của người sưu tập, Star Wars: A Musical Journey, miễn phí. DVD, do McDiarmid tổ chức, có 16 video nhạc được thiết lập để chọn lọc lại các bản nhạc từ tất cả sáu điểm phim, được thiết lập theo thứ tự thời gian thông qua câu chuyện.

## Phát hành

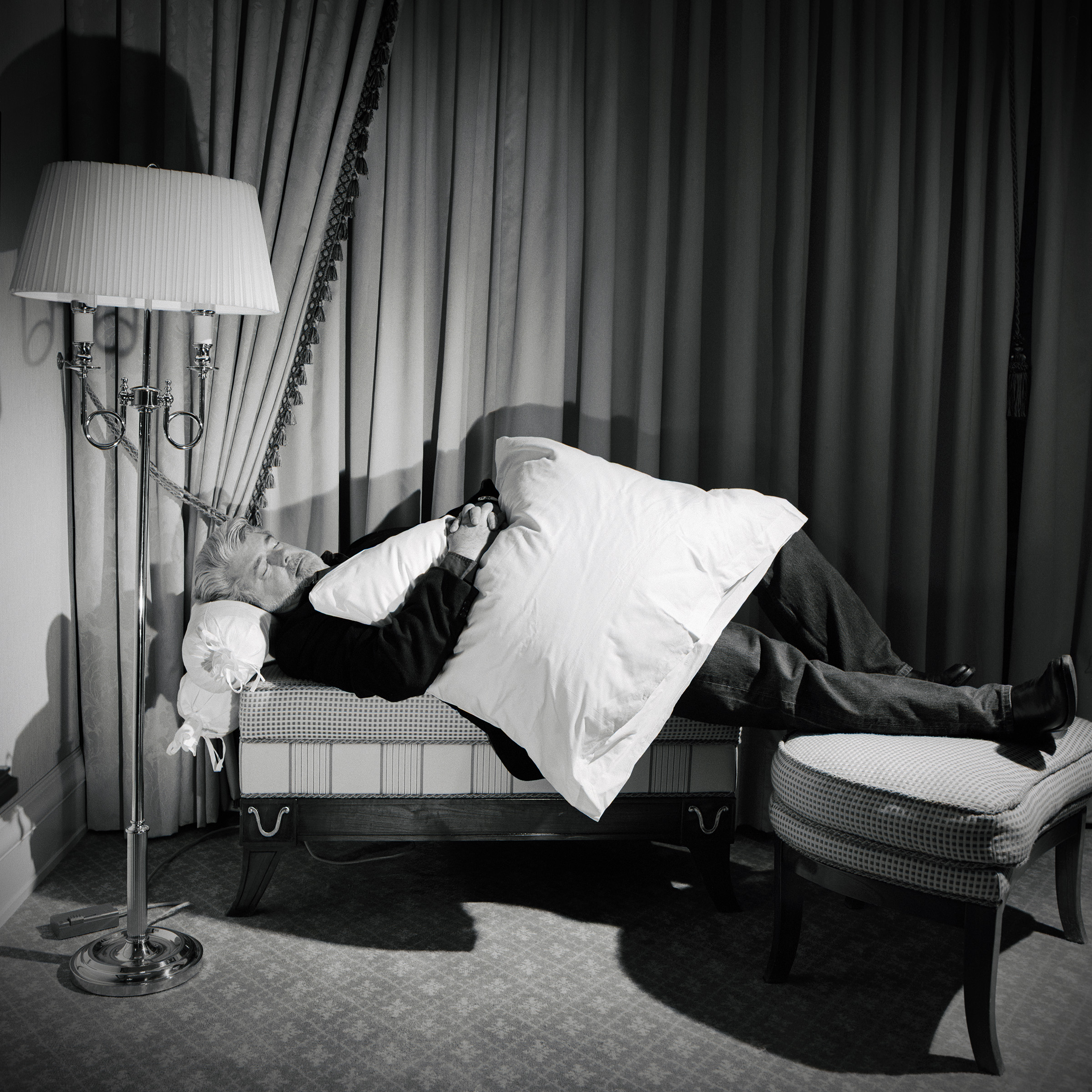
George Lucas năm 2005. Chân dung của Oliver Mark.

### Tiếp thị
Trailer đầu tiên của Sự báo thù của người Sith ra mắt tại rạp vào ngày 5 tháng 11 năm 2004 cùng với sự ra mắt của Gia đình siêu nhân. Nó cũng được gắn với các buổi chiếu của The Polar Express, National Treasure, Alexander và Flight of the Phoenix. Đồng thời, đoạn phim quảng cáo đã có sẵn trên Internet. Chỉ bốn tháng sau, một đoạn giới thiệu khác được công bố vào ngày 10 tháng 3 năm 2005, ra mắt với "The Mallp Chap" của The OC trong mùa thứ hai (chính Lucas sẽ xuất hiện trong một tập sau) và ra rạp với sự ra mắt của Robots ngày hôm sau vào ngày 11 tháng 3. Vào ngày 14 tháng 3, phim sẽ được công chiếu trên trang web chính thức của Chiến tranh giữa các vì sao. Vào ngày 17 tháng 3 năm 2005, George Lucas tiết lộ bản xem trước của bộ phim tại ShoWest Convention ở Las Vegas, nói rằng "Nó không giống như Chiến tranh giữa các vì sao cũ. Bộ phim này có một chút cảm xúc. Chúng tôi muốn mô tả nó giống như Titanic trong không gian. Đó là một giọt nước mắt."

### Chiếu rạp
Chiến tranh giữa các vì sao: Tập III – Sự báo thù của người Sith ra mắt từ thiện diễn ra tại Seattle, Los Angeles, Chicago, Washington D.C., Boston, Denver, Atlanta, San Francisco và Miami vào thứ Năm, 12 tháng 5, 2005; và vào ngày 13 tháng 5 năm 2005, có thêm hai buổi chiếu ra mắt từ thiện tại quê hương của George Lucas là Modesto, California. Buổi công chiếu chính thức tại Liên hoan phim Cannes 2005 (không tranh giải) vào ngày 16 tháng 5. Buổi chiếu ra rạp của nó ở hầu hết các quốc gia khác diễn ra vào ngày 19 tháng 5 trùng với sự ra mắt năm 1999 của Hiểm hoa bóng ma (bản phát hành năm 1977 của Niềm hy vọng mới và bản phát hành năm 1983 của Sự trở lại của Jedi cũng được phát hành vào cùng ngày và tháng, cách nhau sáu năm). Công ty thay thế toàn cầu Challenger, Grey & Christmas tuyên bố một tuần trước khi công chiếu rằng nó có thể khiến nền kinh tế Mỹ mất năng suất khoảng 627 triệu đô la Mỹ vì nhân viên nghỉ một ngày hoặc bị ốm. Nhà hát Grauman's Chinese, một địa điểm truyền thống cho các bộ phim Chiến tranh giữa các vì sao, đã không chiếu nó. Tuy nhiên, một hàng người đã đứng đó hơn một tháng với hy vọng thuyết phục ai đó thay đổi điều này. Hầu hết họ đều tận dụng lời đề nghị xem phim tại rạp chiếu phim gần đó, ArcLight Cinemas (trước đây là "Cinerama Dome"). Vào ngày 16 tháng 5, Rạp chiếu phim Empire ở Quảng trường Leicester của London đã tổ chức cuộc thi chạy marathon Star Wars kéo dài một ngày chiếu tất cả sáu bộ phim; một đội quân lính đổ bộ đường không của Hoàng gia "canh gác" khu vực này, và Dàn nhạc giao hưởng Hoàng gia đã tổ chức một buổi hòa nhạc miễn phí về âm nhạc Chiến tranh giữa các vì sao.

### Tác phẩm bị rò rỉ
Một bản sao của bộ phim bị rò rỉ trên mạng chia sẻ tệp ngang hàng chỉ vài giờ sau khi ra rạp. Bộ phim là một tác phẩm đóng dấu thời gian , cho thấy nó có thể đến từ trong ngành chứ không phải từ một người đã quay video một buổi chiếu trước. Tám người sau đó đã bị buộc tội vi phạm bản quyền và phân phối tài liệu bất hợp pháp. Các tài liệu do Biện lý quận Los Angeles đệ trình cáo buộc rằng một bản sao của bộ phim đã được lấy từ một văn phòng hậu sản xuất giấu tên của California bởi một nhân viên, người sau đó đã nhận tội với tội danh của mình. Bản sao bất hợp pháp đã được chuyển giữa bảy người cho đến khi đến bên thứ tám, người này cũng đã nhận tội tải lên mạng P2P không tên.

### Xếp hạng
Sự báo thù của người Sith là bộ phim Chiến tranh giữa các vì sao đầu tiên nhận được xếp hạng PG-13 từ Hiệp hội Điện ảnh Hoa Kỳ (MPAA), chính thức vì "bạo lực khoa học viễn tưởng và một số hình ảnh dữ dội", cụ thể trong phim đó là cảnh Darth Vader bốc cháy bởi dung nham. Lucas đã tuyên bố vài tháng trước quyết định của MPAA rằng anh ấy cảm thấy bộ phim nên nhận được xếp hạng PG-13, vì những khoảnh khắc cuối cùng của Anakin và nội dung của bộ phim là đen tối và khốc liệt nhất trong tất cả sáu bộ phim. Roger Ebert và Richard Roeper sau đó cho rằng trẻ em có thể xem bộ phim miễn là chúng có sự hướng dẫn của cha mẹ. Tất cả các phim đã phát hành trước đó trong series đều được xếp hạng PG.

### Phương tiện tại gia
Bộ phim được phát hành trên DVD và VHS vào ngày 31 tháng 10 năm 2005, tại Vương quốc Anh và Ireland; vào ngày 1 tháng 11 năm 2005, nó được phát hành tại Hoa Kỳ và Canada trên DVD; và vào ngày 3 tháng 11 năm 2005, nó được phát hành tại Úc. Nó cũng được phát hành ở hầu hết các lãnh thổ lớn vào hoặc gần cùng ngày. Bản phát hành DVD bao gồm các phiên bản toàn màn hình và quét và quét và được chứng nhận THX. Bộ hai đĩa này chứa một đĩa có phim và đĩa còn lại có các tính năng bổ sung. Đĩa đầu tiên có ba menu được chọn ngẫu nhiên, đó là Coruscant, Utapau và Mustafar. Có một trứng Phục sinh trong menu tùy chọn. Khi Trình tối ưu hóa THX được đánh dấu, người xem có thể nhấn 1-1-3-8. Bằng cách này, một video âm nhạc hip hop với Yoda và một số lính nhân bản sẽ phát.
DVD bao gồm một số phim tài liệu bao gồm một phim tài liệu dài đầy đủ mới cũng như hai phim truyện ngắn, một phim khám phá lời tiên tri của Anakin Skywalker là Người được chọn, phim còn lại xem xét các pha nguy hiểm của bộ phim và bộ sưu tập 15 phần phim tài liệu web từ trang web chính thức. Giống như các bản phát hành DVD khác, bao gồm phần bình luận bằng âm thanh có sự góp mặt của Lucas, nhà sản xuất Rick McCallum, đạo diễn hoạt hình Rob Coleman và giám sát hiệu ứng hình ảnh ILM John Knoll và Roger Guyett. Sáu cảnh bị xóa được bao gồm phần giới thiệu của Lucas và McCallum.
Bản phát hành này rất đáng chú ý bởi vì, do các vấn đề tiếp thị, đây là bộ phim Chiến tranh giữa các vì sao đầu tiên không bao giờ được phát hành trên VHS ở Hoa Kỳ. Tuy nhiên, bộ phim đã được phát hành trên VHS ở Úc, Vương quốc Anh và các quốc gia khác.
DVD đã được tái phát hành trong hộp bộ ba phần tiền truyện vào ngày 4 tháng 11 năm 2008.
Sáu bộ phim Chiến tranh giữa các vì sao được 20th Century Fox Home Entertainment phát hành trên đĩa Blu-ray vào ngày 16 tháng 9 năm 2011, với ba phiên bản khác nhau.
Vào ngày 7 tháng 4 năm 2015, Walt Disney Studios, 20th Century Fox và Lucasfilm đã cùng nhau công bố bản kỹ thuật số của sáu bộ phim Chiến tranh giữa các vì sao đã phát hành. Sự báo thù của người Sith được phát hành thông qua iTunes Store, Amazon Video, Vudu, Google Play và Disney Movies Anywhere vào ngày 10 tháng 4 năm 2015.
Walt Disney Studios Home Entertainment đã phát hành lại Sự báo thù của người Sith trên Blu-ray, DVD và bản tải xuống kỹ thuật số vào ngày 22 tháng 9 năm 2019. Ngoài ra, tất cả sáu phim đều có sẵn cho phát trực tuyến 4K HDR và Dolby Atmos trên Disney+ khi dịch vụ ra mắt vào Ngày 12 tháng 11 năm 2019. Phiên bản này của phim được Disney phát hành trên 4K Ultra HD Blu-ray vào ngày 31 tháng 3 năm 2020 trong khi được phát hành lại trên Blu-ray và DVD.

### Tái phát hành 3D
Vào ngày 28 tháng 9 năm 2010, có thông báo rằng tất cả sáu bộ phim trong loạt phim sẽ được chuyển đổi âm thanh nổi sang 3D. Các bộ phim sẽ được phát hành lại theo thứ tự thời gian bắt đầu với Hiểm họa bóng ma vào ngày 10 tháng 2 năm 2012. Sự báo thù của người Sith ban đầu dự kiến phát hành lại dưới định dạng 3D vào ngày 11 tháng 10 năm 2013. Tuy nhiên, ngày 28 tháng 1 năm 2013, Lucasfilm thông báo rằng họ đang hoãn phát hành 3D của tập II và III để "tập trung 100% nỗ lực của chúng tôi vào Chiến tranh giữa các vì sao: Thần lực thức tỉnh" và thông tin thêm về kế hoạch phát hành 3D sẽ được cung cấp tại ngày sau đó. Buổi ra mắt của phiên bản 3D được chiếu vào ngày 17 tháng 4 năm 2015, tại Star Wars Celebration Anaheim.

## Đón nhận

### Phê bình
Trên trang tổng hợp đánh giá Rotten Tomatoes, bộ phim có tỷ lệ phê duyệt là 80% dựa trên 302 bài phê bình, với điểm đánh giá trung bình là 7,3 / 10. Sự đồng thuận phê bình của trang web cho biết, "Với Tập III: Sự báo thù của người Sith, George Lucas đưa bộ ba Chiến tranh giữa các vì sao thứ hai của mình đến một kết luận thích hợp ly kỳ và thường sâu sắc – nếu vẫn còn một chút không đồng đều – kết luận". Trên Metacritic, bộ phim có điểm trung bình có trọng số là 68 trên 100, dựa trên 40 nhà phê bình, cho thấy "các bài đánh giá nhìn chung là thuận lợi". Khán giả do CinemaScore thăm dò đã cho điểm trung bình của phim là "A−" trên thang điểm từ A+ đến F, cùng điểm với hai phim trước.
Hầu hết các nhà phê bình đều coi bộ phim là hay nhất trong bộ ba phần tiền truyện. A. O. Scott của The New York Times kết luận rằng đây là "hay nhất trong bốn tập mà ông Lucas đã đạo diễn", và ngang bằng với Đế chế phản công là "bộ phim phong phú và thách thức nhất trong chu kỳ". J. R. Jones, một nhà phê bình của Chicago Reader, người không thích Hiểm họa bóng ma và Sự xâm lăng của người vô tính, đã đánh giá tích cực về bộ phim, nói rằng nó có một "câu chuyện tương đối đáng suy nghĩ". Roger Ebert của Chicago Sun-Times đã cho bộ phim ba sao rưỡi trong số bốn sao, viết rằng "Nếu [Lucas] sa lầy vào sự trang trọng và lý thuyết trong Tập II: Sự xâm lăng của người vô tính, lần này Thần lực đang có tâm trạng vui nhộn hơn, và Sự báo thù của người Sith là một trò giải trí tuyệt vời", nhưng anh ấy lưu ý rằng" lời thoại xuyên suốt bộ phim một lần nữa lại là điểm yếu nhất của nó".
Mặc dù nhiều nhà phê bình và người hâm mộ coi Sự báo thù của người Sith là phần phim hay nhất trong ba phần tiền truyện, nhưng một số khán giả cho rằng nó ít nhiều ngang ngửa với hai phần trước. Phần lớn lời chỉ trích nhắm vào lời thoại, đặc biệt là những cảnh lãng mạn của bộ phim; các nhà phê bình cho rằng điều này chứng tỏ điểm yếu của Lucas với tư cách là người viết lời thoại, một chủ đề mà Lucas công khai đồng ý khi nhận Giải thưởng Thành tựu trọn đời từ Viện phim Mỹ. Một số nhà phê bình phim và người hâm mộ đã chỉ trích diễn xuất của Hayden Christensen, gọi nó là "vụng về". Các đánh giá hồi cứu lưu ý rằng hiệu suất của Christensen hầu hết bị ảnh hưởng bởi biên kịch và kể từ đó đã có những đánh giá lại tích cực.

### Phản hồi khác
Nhà phê bình nghệ thuật Camille Paglia ca ngợi bộ phim là một ví dụ thiết yếu của phong trào nghệ thuật kỹ thuật số hiện đại do "sức mạnh hoạt động áp đảo và vâng, sự nghiêm túc" của nó, đồng thời cho rằng phần cuối của bộ phim có "giá trị nghệ thuật vốn có, sức mạnh cảm xúc và tác động toàn cầu" hơn tác phẩm của một số nghệ sĩ đương đại.
Vào cuối những năm 2010, bộ phim đã thu hút được sự theo dõi đình đám trên mạng xã hội đối với những người hâm mộ trẻ là trẻ em khi bộ phim được phát hành, sử dụng lời thoại của bộ phim để tạo ra các meme Internet từ kỷ niệm.
Một số người bảo thủ Mỹ đã chỉ trích bộ phim, cho rằng nó có thiên hướng tự do và là một bài bình luận về chính quyền George W. Bush và Chiến tranh Iraq. Một số trang web đã đi xa đến mức đề xuất tẩy chay bộ phim. Lucas bảo vệ bộ phim, nói rằng cốt truyện của bộ phim được viết trong Chiến tranh Việt Nam và bị ảnh hưởng bởi cuộc xung đột đó hơn là cuộc chiến ở Iraq. Lucas cũng nói "Sự tương đồng giữa Việt Nam và những gì chúng tôi đang làm ở Iraq bây giờ là không thể tin được".

### Phòng vé
Phim đã được phát hành trên 115 quốc gia. Tổng doanh thu toàn cầu của phim cuối cùng đạt 849 triệu đô la - trở thành bộ phim thành công thứ hai về mặt tài chính trong năm 2005, sau Harry Potter và Chiếc cốc lửa. Phim kiếm được ước tính 16,91 triệu đô la từ 2.900 suất chiếu lúc nửa đêm ở Bắc Mỹ khi phát hành. Tổng cộng, bộ phim đã kiếm được kỷ lục 50 triệu đô la trong ngày đầu công chiếu, đánh dấu kỷ lục doanh thu ngày mở màn cao nhất vào thứ Năm. Nó bị vượt qua năm sau bởi Cướp biển vùng Caribbean: Chiếc rương tử thần, thu được 55,5 triệu đô la vào ngày đầu công chiếu.
Chỉ với thu nhập từ ngày 19 tháng 5, bộ phim đã phá vỡ bốn kỷ lục phòng vé: tổng doanh thu các suất chiếu vào lúc nửa đêm (trước đó là Chúa tể những chiếc nhẫn: Sự trở lại của nhà vua, 8 triệu đô la), tổng doanh thu ngày mở màn (Người Nhện 2, với 40,4 triệu đô la), tổng doanh thu một ngày (Shrek 2 với 44,8 triệu đô la) và tổng doanh thu thứ Năm (The Matrix Reloaded với 37,5 triệu đô la). Kỷ lục doanh thu trong ngày duy nhất và ngày mở màn sau đó đã bị vượt qua bởi Cướp biển vùng Caribbean: Chiếc rương tử thần vào ngày 7 tháng 7 năm 2006, khi bộ phim đó thu về 55,5 triệu đô la vào ngày đầu công chiếu, và tổng doanh thu chiếu vào lúc nửa đêm đã bị phá vỡ của The Dark Knight vào ngày 18 tháng 7 năm 2008 với 18,5 triệu đô la. Với tổng doanh thu 108,4 triệu đô la, Sự báo thù của người Sith sẽ tiếp tục giữ kỷ lục có tuần mở màn lớn nhất cho bất kỳ bộ phim nào của 20th Century Fox trong một thập kỷ cho đến khi nó bị Deadpool soán ngôi vào năm 2016. Một năm trước, Minions đã vượt qua Sự báo thù của người Sith để có tuần mở màn lớn nhất cho phần tiền truyện.
Theo các trang web phân tích doanh thu phòng vé, bộ phim đã lập kỷ lục Mỹ về doanh thu cao nhất trong một số ngày nhất định cho mỗi 12 ngày công chiếu đầu tiên ngoại trừ phần bảy và tám, nơi mà kỷ lục bị Người Nhện 2 nắm giữ trong gang tấc. Trong vòng ba ngày, Sự báo thù của người Sith đã vượt qua Người Nhện để có doanh thu ba ngày cao nhất so với bất kỳ bộ phim nào, đạt tổng cộng 124,7 triệu đô la. Vào ngày thứ năm, nó trở thành bộ phim có doanh thu cao nhất năm 2005, vượt qua Hitch (177,6 triệu đô la). Bộ phim đã kiếm được 158,5 triệu đô la trong khoảng thời gian bốn ngày đầu tiên, vượt qua kỷ lục bốn ngày trước đó do The Matrix Reloaded nắm giữ (134,3 triệu đô la), và tham gia phần sau, Spider-Man, và Harry Potter và Chiếc cốc lửa là một trong bốn phim duy nhất kiếm được 100 triệu đô la trong ba ngày đầu tiên. Trong 8 ngày, phim đạt mốc 200 triệu USD (kỷ lục gắn liền với Người Nhện 2) và đến ngày thứ 17, phim đã vượt mốc 300 triệu USD (vượt qua kỷ lục 18 ngày của Shrek 2 ). Cuối cùng, đây là bộ phim đạt doanh thu nhanh thứ ba (sau Shrek 2 và Spider-Man ) với 350 triệu USD. Sự báo thù của người Sith kiếm được tổng cộng 55,2 triệu đô la trong tuần thứ hai công chiếu, trở thành tuần thứ hai có doanh thu cao thứ tư mọi thời đại, sau Harry Potter và Hòn đá phù thủy, Người Nhện và Shrek 2. Bộ phim sau đó đã kiếm được 70 triệu đô la chỉ trong bốn ngày, trở thành doanh thu cuối tuần của Ngày lễ Tưởng niệm cao thứ bảy so với bất kỳ bộ phim nào, chỉ xếp sau Shrek 2, The Lost World: Jurassic Park, The Day After Tomorrow, Bruce Almighty, Pearl Harbor và Mission: Impossible 2.
Bộ phim kết thúc công chiếu tại các rạp chiếu phim ở Mỹ vào ngày 20 tháng 10 năm 2005, kết thúc với tổng doanh thu là $380,270,577. Phim đứng thứ 29 về tổng doanh thu nội địa mọi thời đại và là phim có doanh thu cao nhất tại Mỹ năm 2005, vượt xa vị trí thứ hai là The Chronicles of Narnia: The Lion, the Witch and the Wardrobe gần 90 triệu đô la. Bộ phim đã bán được ước tính 59.324.600 vé tại Mỹ. Phim đã đứng đầu phòng vé nội địa trong hai ngày cuối tuần liên tiếp trước khi bị vượt qua bởi Madagascar và The Longest Yard (chiếu trong tuần thứ hai của họ).
Doanh thu quốc tế vượt 460 triệu USD bao gồm Úc (27,2 triệu USD), Pháp và Algeria (56,9 triệu USD), Đức (47,3 triệu USD), Ý (11,3 triệu USD), Nhật Bản (82,7 triệu USD), Mexico (15,3 triệu USD), Hàn Quốc (10,3 USD) triệu), Tây Ban Nha (23,8 triệu USD), Vương quốc Liên hiệp Anh và Ireland (72,8 triệu USD). Tổng doanh thu mở màn trên toàn thế giới của Sự báo thù của người Sith cho mỗi quốc gia là 254 triệu đô la, cộng lại với 304 triệu đô la từ cuối tuần bốn ngày công chiếu. Nó sẽ tiếp tục giữ kỷ lục này trong hai năm trước khi Người Nhện 3 giành được nó vào năm 2007.

### Giải thưởng
Sau khi phát hành Revenge of the Sith — sự hoàn thành của loạt phim Star Wars gốc và tiền truyện — vào ngày 9 tháng 6 năm 2005, George Lucas đã được trao Giải thưởng Thành tựu trọn đời của Viện phim Mỹ lần thứ 33. Viện vinh danh "những đóng góp đáng kinh ngạc của ông đối với nghệ thuật và công nghệ làm phim, cũng như tác động của loạt phim Chiến tranh giữa các vì sao".
Mặc dù là bộ phim được đánh giá và nhận xét hay nhất của bộ ba phần tiền truyện, nhưng nó lại nhận được ít đề cử giải thưởng hơn các bộ phim trước. Nó trở thành bộ phim Chiến tranh giữa các vì sao duy nhất không được đề cử cho Giải Oscar cho Hiệu ứng hình ảnh xuất sắc nhất; nó được đề cử cho Trang điểm đẹp nhất (Dave Elsey và Nikki Gooley), thua The Chronicles of Narnia: The Lion, the Witch and the Wardrobe. Phim cũng giành được giải "Phim điện ảnh được yêu thích nhất" và "Phim điện ảnh ấn tượng được yêu thích nhất" tại People's Choice Awards, "Phim Hollywood của năm" tại Liên hoan phim Hollywood, Giải Empire cho Phim khoa học viễn tưởng / giả tưởng và Cảnh phim của năm (Sự ra đời của Vader), và Giải Teen Choice cho Phim được lựa chọn – Hành động.
Như mọi bộ phim trong bộ ba phim gốc, bộ phim đã giành được Giải Sao Thổ cho Phim Khoa học Viễn tưởng Hay nhất. Williams cũng giành giải Nhạc phim hay nhất. Bộ phim đã được đề cử cho mười giải thưởng Saturn nói chung, bao gồm Đạo diễn xuất sắc nhất và Biên kịch xuất sắc nhất cho Lucas, Nam diễn viên chính xuất sắc nhất cho Christensen, Nữ diễn viên chính xuất sắc nhất cho Natalie Portman và Nam diễn viên phụ xuất sắc nhất cho Ian McDiarmid.
Trong số ba phần tiền truyện của Chiến tranh giữa các vì sao, bộ phim nhận được ít đề cử nhất của Giải Mâm xôi vàng: chỉ một, cho Christensen với tư cách Nam diễn viên phụ tệ nhất, mà anh đã giành được. (Hiểm họa bóng ma và Sự xâm lang của người vô tính từng nhận được bảy đề cử, với một và hai chiến thắng, tương ứng.) Đây là phần tiền truyện Star Wars duy nhất không nhận được đề cử Razzie cho Phim tệ nhất. Christensen tiếp tục giành được giải "Nhân vật phản diện xuất sắc nhất" tại MTV Movie Awards. Bộ phim cũng nhận được ít đề cử nhất (và không có chiến thắng) tạiGiải thưởng Phim tệ của Stinkers năm 2005 : Kịch bản tệ nhất cho bộ phim có tổng doanh thu hơn 100 triệu đô la và Cặp đôi trên màn ảnh tệ nhất (Christensen và Portman).

## Truyền thông khác

### Tiểu thuyết hóa
Phần mới của bộ phim được viết bởi Matthew Stover. Nó có nhiều lời thoại hơn phim, và một số yếu tố câu chuyện nhất định đã được mở rộng trong tiểu thuyết bao gồm mối quan hệ của Anakin và Palpatine cũng như việc Palpatine học việc với Darth Plagueis.

### Trò chơi điện tử
Một trò chơi điện tử dựa trên bộ phim được phát hành vào ngày 5 tháng 5 năm 2005, hai tuần trước bộ phim. Trò chơi nhìn chung bám sát cốt truyện của phim, lồng ghép các cảnh trong phim. Tuy nhiên, nhiều phần của trò chơi có những cảnh bị cắt từ phim, hoặc những cảnh hoàn toàn mới cho trò chơi. Phong cách của trò chơi chủ yếu là chiến đấu bằng lightaber và chiến đấu như Obi-Wan hoặc Anakin. Nó cũng có một dạng chế độ nhiều người chơi, bao gồm cả chế độ "VS" và "HTX". Trong chế độ đầu tiên, hai người chơi chiến đấu với các nhân vật mà họ lựa chọn chống lại nhau trong một trận đấu kiếm chém tới chết. Trong chế độ thứ hai, hai người chơi hợp tác để chống lại làn sóng kẻ thù ngày càng khó khăn.

### The Clone Wars
Bộ phim hoạt hình năm 2008 và loạt phim truyền hình tiếp theo lấp đầy khoảng cách ba năm giữa các sự kiện của Sự xâm lăng của người Vô tính và Sự báo thù của người Sith. Một số chủ đề cốt truyện ban đầu được phát triển để đưa vào Sự báo thù của người Sith thay vào đó đã được đưa vào The Clone Wars. Chúng bao gồm âm mưu trả thù của Boba Fett với Mace Windu vì cái chết của cha hắn là Jango, và việc giải quyết bí ẩn đằng sau Bậc thầy Jedi Sifo-Dyas đã qua đời được giới thiệu trong Sự xâm lăng của người Vô tính. Bốn tập cuối cùng của loạt phim diễn ra đồng thời với Sự báo thù của người Sith. Một số cảnh trong phim đã được tái tạo và mở rộng cho các tập này để giới thiệu nơi ở của học viên Ahsoka Tano trước đây của Anakin Skywalker trong các sự kiện của phim. Trong khi Ahsoka là một nhân vật chính trong The Clone Wars, cô ấy không được nhắc đến trong Sự báo thù của người Sith vì nhân vật này vẫn chưa được tạo ra vào thời điểm đó.

### Obi-Wan Kenobi
Miniseries năm 2022 diễn ra mười năm sau Sự báo thù của người Sith (và khoảng tám năm trước Niềm hy vọng mới), và có các đoạn hồi tưởng diễn ra trước và trong các sự kiện của phim, với một số đoạn sau thông qua các cảnh quay lưu trữ. McGregor, Christensen, Earl Jones, Edgerton, Piesse, Smits, McDiarmid và Daniels tiếp tục vai diễn của họ trong phim.

### Trích dẫn
1. ↑  "Star Wars Episode III: Revenge of the Sith". British Board of Film Classification. Lưu trữ bản gốc ngày 26 tháng 8 năm 2016. Truy cập ngày 27 tháng 12 năm 2015.
2. 1 2 3 4 5 6  "Star Wars: Episode III - Revenge of the Sith". Box Office Mojo. IMDb. Lưu trữ bản gốc ngày 4 tháng 3 năm 2021. Truy cập ngày 4 tháng 3 năm 2021.
3. ↑  "1,000 studio workers behind 'Revenge of the Sith' gathered to watch this epic Darth Vader scene get shot". Business Insider. Truy cập ngày 8 tháng 6 năm 2022.
4. ↑  Marc, Christopher (ngày 11 tháng 6 năm 2022). "Gary Oldman Says He Was Originally Cast As General Grievous' Voice In The 'Star Wars' Prequels". The Playlist. Truy cập ngày 12 tháng 6 năm 2022.
5. ↑  Fink, Richard (ngày 13 tháng 6 năm 2022). "Gary Oldman On Almost Playing General Grievous In Star Wars Prequels". Screen Rant. Truy cập ngày 13 tháng 6 năm 2022.
6. ↑  Bulloch, Jeremy (ngày 17 tháng 5 năm 2005). "Star Wars: Boba Fett". The Washington Post. Lưu trữ bản gốc ngày 4 tháng 6 năm 2011. Truy cập ngày 4 tháng 8 năm 2008.
7. ↑  Robinson, Will (ngày 5 tháng 8 năm 2016). "Rogue One: A Star Wars Story: Jimmy Smits confirms he has a cameo". Entertainment Weekly. Lưu trữ bản gốc ngày 13 tháng 12 năm 2016. Truy cập ngày 6 tháng 8 năm 2016.
8. ↑  Crookes, Del (ngày 7 tháng 4 năm 2016). "Rogue One: A Star Wars Story - the new trailer dissected and storylines revealed". BBC News. Lưu trữ bản gốc ngày 26 tháng 5 năm 2018. Truy cập ngày 7 tháng 4 năm 2016.
9. ↑  White, Brett (ngày 16 tháng 12 năm 2016). "Every Rogue One Cameo You Won't Want To Miss". Comic Book Resources. Lưu trữ bản gốc ngày 18 tháng 12 năm 2016. Truy cập ngày 16 tháng 12 năm 2016.
10. ↑  Swain, Sarah (ngày 12 tháng 7 năm 2017). "He was in Star Wars and now actor Rohan Nichol has moved to Summer Bay for Home and Away". Daily Telegraph. Sydney, Australia: News Limited. Lưu trữ bản gốc ngày 13 tháng 7 năm 2017. Truy cập ngày 30 tháng 5 năm 2018.
11. ↑  "Master Behind the Action: Nick Gillard". ngày 19 tháng 4 năm 2005. Bản gốc lưu trữ ngày 7 tháng 5 năm 2005. Truy cập ngày 4 tháng 8 năm 2008.
12. ↑  Guerrasio, Jason (ngày 7 tháng 8 năm 2015). "1,000 studio workers behind 'Revenge of the Sith' gathered to watch this epic Darth Vader scene get shot". Business Insider. Lưu trữ bản gốc ngày 23 tháng 12 năm 2019. Truy cập ngày 23 tháng 12 năm 2019.
13. ↑  Lovece, Frank (ngày 12 tháng 3 năm 2008). "Fast Chat: James Earl Jones". Newsday. Melville, New York: Newsday Media. Lưu trữ bản gốc ngày 4 tháng 12 năm 2009. Truy cập ngày 1 tháng 3 năm 2011.
14. ↑  McGinley, Rhys (ngày 4 tháng 1 năm 2020). "10 Star Wars Cameos Even Devoted Fans Forgot About". Screen Rant. Lưu trữ bản gốc ngày 4 tháng 2 năm 2020. Truy cập ngày 4 tháng 2 năm 2020.
15. ↑  Jones, Brian Jay (ngày 6 tháng 12 năm 2016). George Lucas: A Life. New York City: Little, Brown and Company. tr. 427. ISBN 978-0-316-25745-9.
16. ↑  "Star Wars, A Family Affair". StarWars.com. ngày 16 tháng 12 năm 2014. Lưu trữ bản gốc ngày 9 tháng 9 năm 2019. Truy cập ngày 5 tháng 1 năm 2020.
17. ↑  Simpson, Christian (ngày 4 tháng 6 năm 2014). "From Fandom to Phantom: When Star Wars Dreams Become Reality". Star Wars.com. Lưu trữ bản gốc ngày 13 tháng 5 năm 2016. Truy cập ngày 15 tháng 7 năm 2016.
18. 1 2 3 4 5 6  Star Wars: Episode III Revenge of the Sith DVD commentary featuring George Lucas, Rick McCallum, Rob Coleman, John Knoll and Roger Guyett, [2005]
19. ↑  Slavicsek 1994, tr. 117.
20. ↑  Rinzler 2005, tr. 13–15.
21. ↑  Kaminski 2008, tr. 380–384.
22. ↑  "Episode III Title Rumors". IGN. Lưu trữ bản gốc ngày 16 tháng 12 năm 2008. Truy cập ngày 17 tháng 5 năm 2008.
23. ↑  "Lucas: Fans have already guessed the "Episode III" title". Cinema Confidential. ngày 15 tháng 6 năm 2004. Bản gốc lưu trữ ngày 26 tháng 9 năm 2011. Truy cập ngày 17 tháng 5 năm 2008.
24. ↑  Empire of Dreams: The Story of the Star Wars Trilogy Star Wars Trilogy Box Set DVD documentary, [2004].
25. ↑  Keck, William (ngày 10 tháng 1 năm 2005). "Movie-star night in Palm Springs". USA Today. Lưu trữ bản gốc ngày 20 tháng 4 năm 2017. Truy cập ngày 19 tháng 12 năm 2016.
26. 1 2 3 4 5 6 7 8 9 10  Star Wars: Episode III Revenge of the Sith DVD documentary Within a Minute, [2005].
27. ↑  "Kashyyyk Revisited". StarWars.com. Bản gốc lưu trữ ngày 14 tháng 12 năm 2007. Truy cập ngày 17 tháng 5 năm 2008.
28. ↑  Jones, Brian Jay (2016). George Lucas: A Life. New York City: Little, Brown and Company. tr. 426. ISBN 978-0-316-25744-2.
29. ↑  Star Wars: The Complete Saga Episodes I–VI Bonus Disc I: Utapau Deleted Scenes (Blu-ray). 20th Century Fox. 2011.
30. ↑  We Didn't Go to the Desert to Get a Suntan Episode II DVD Special Feature, [2002].
31. ↑  Kaminski 2008, tr. 397.
32. ↑  B., Brian (ngày 10 tháng 10 năm 2005). "Hayden Christensen Talks Star Wars: Revenge of the Sith". Movieweb. Lưu trữ bản gốc ngày 8 tháng 6 năm 2017. Truy cập ngày 25 tháng 12 năm 2016.
33. ↑  Rea, Darren (ngày 1 tháng 11 năm 2005). "Hayden Christensen Interview". Sc-Fi Online. Lưu trữ bản gốc ngày 21 tháng 3 năm 2016. Truy cập ngày 25 tháng 12 năm 2016.
34. ↑  Star Wars: Episode III Revenge of the Sith DVD documentary It's All for Real: The Stunts of Episode III, [2005].
35. ↑  "Hayden Christensen on the Force and the Future". The Freeman. Bản gốc lưu trữ ngày 26 tháng 5 năm 2008. Truy cập ngày 17 tháng 5 năm 2008.
36. ↑  "Live from Italy: Hayden Christensen". StarWars.com. Bản gốc lưu trữ ngày 23 tháng 4 năm 2005. Truy cập ngày 17 tháng 5 năm 2008.
37. ↑  "Gary Oldman in talks for Star Wars: Episode III". MovieWeb. Lưu trữ bản gốc ngày 31 tháng 1 năm 2021. Truy cập ngày 12 tháng 4 năm 2018.
38. ↑  "Oldman Out of Sith". IGN. ngày 4 tháng 9 năm 2004. Lưu trữ bản gốc ngày 16 tháng 12 năm 2008. Truy cập ngày 3 tháng 8 năm 2008.
39. ↑  Wood, Matthew (ngày 19 tháng 4 năm 2005). Voicing Grievous. Indianapolis, Indiana: Celebration III.
40. ↑  "General Rumblings: Matthew Wood on Grievous and Sound". StarWars.com. ngày 19 tháng 4 năm 2005. Bản gốc lưu trữ ngày 27 tháng 5 năm 2007. Truy cập ngày 3 tháng 8 năm 2008.
41. ↑  Walters, Mark. "The voice of GENERAL GRIEVOUS". Big Fanboy. Lưu trữ bản gốc ngày 22 tháng 4 năm 2008. Truy cập ngày 17 tháng 5 năm 2008.
42. ↑  "Revenge of the Sith: Part 1 — The Circle is Now Complete". VFXWorld. ngày 19 tháng 5 năm 2005. Lưu trữ bản gốc ngày 24 tháng 9 năm 2015. Truy cập ngày 11 tháng 1 năm 2016.
43. ↑  "Hyperspace Online Star Wars Fan Club". StarWars.com. Bản gốc lưu trữ ngày 29 tháng 4 năm 2004. Truy cập ngày 17 tháng 5 năm 2008.
44. ↑  "Ling claims Star Wars bosses cut her after Playboy pose". Contact Music. Lưu trữ bản gốc ngày 16 tháng 4 năm 2008. Truy cập ngày 17 tháng 5 năm 2008.
45. ↑  "Star Wars' Shaak Ti: The Jedi Master Who Died 4 Times". Screen Rant. ngày 15 tháng 7 năm 2019. Lưu trữ bản gốc ngày 16 tháng 7 năm 2019. Truy cập ngày 9 tháng 6 năm 2020.
46. ↑  "Star Wars Episode III: Revenge of the Sith". Sony BMG. Bản gốc lưu trữ ngày 20 tháng 7 năm 2008. Truy cập ngày 3 tháng 8 năm 2008.
47. ↑  "A Hero Falls Music Video". StarWars.com. ngày 30 tháng 4 năm 2005. Bản gốc lưu trữ ngày 5 tháng 12 năm 2007. Truy cập ngày 3 tháng 8 năm 2008.
48. ↑  "Episode III Soundtrack Includes Bonus DVD". StarWars.com. ngày 15 tháng 3 năm 2005. Bản gốc lưu trữ ngày 16 tháng 3 năm 2005. Truy cập ngày 3 tháng 8 năm 2008.
49. ↑  "'Star Wars: Episode III' trailer debuting with 'Incredibles'". ngày 22 tháng 10 năm 2004.
50. ↑  Davidson, Paul (ngày 12 tháng 10 năm 2004). "Revenge of the Sith Teaser Preview". IGN. Truy cập ngày 28 tháng 6 năm 2022.
51. ↑  "When to catch the Revenge of the Sith trailer debut!". ngày 2 tháng 3 năm 2005.
52. ↑  "'Star Wars' final chapter previewed". The Leader-Post. ngày 18 tháng 3 năm 2005. tr. 9. Lưu trữ bản gốc ngày 15 tháng 8 năm 2022. Truy cập ngày 15 tháng 8 năm 2022 – qua Newspapers.com.
53. ↑  ""Star Wars" NYC Premiere". Bản gốc lưu trữ ngày 8 tháng 9 năm 2015.
54. ↑  "Festival de Cannes: Star Wars Episode III: Revenge of the Sith". festival-cannes.com. Lưu trữ bản gốc ngày 4 tháng 2 năm 2012. Truy cập ngày 13 tháng 12 năm 2009.
55. ↑  "Can't work today, got a nasty case of Episode III-fever". CNET. Lưu trữ bản gốc ngày 31 tháng 1 năm 2021. Truy cập ngày 7 tháng 4 năm 2008.
56. ↑  "'Wrong queue' for Star Wars fans". BBC. ngày 19 tháng 5 năm 2005. Lưu trữ bản gốc ngày 7 tháng 4 năm 2008. Truy cập ngày 30 tháng 7 năm 2008.
57. ↑  Lee, Chris (ngày 25 tháng 6 năm 2005). "At ArcLight, cinema with a chaser". Los Angeles Times. Lưu trữ bản gốc ngày 16 tháng 12 năm 2008. Truy cập ngày 30 tháng 7 năm 2008.
58. ↑  "Star Wars marathon marks premiere". BBC. ngày 19 tháng 4 năm 2005. Lưu trữ bản gốc ngày 19 tháng 12 năm 2006. Truy cập ngày 20 tháng 4 năm 2009.
59. ↑  "Revenge of the Sith Leaked Online". BBC. ngày 19 tháng 5 năm 2005. Lưu trữ bản gốc ngày 22 tháng 11 năm 2008. Truy cập ngày 30 tháng 7 năm 2008.
60. ↑  "U.S. ATTORNEY CHARGES STAR WARS MOVIE THIEVES & Academy Award Screener" (PDF). MPAA. ngày 27 tháng 9 năm 2005. Bản gốc (PDF) lưu trữ ngày 30 tháng 9 năm 2006. Truy cập ngày 30 tháng 7 năm 2008.
61. ↑  "Seven Plead Guilty in Star Wars Leak" (Thông cáo báo chí). U.S. Department of Justice. ngày 25 tháng 1 năm 2006. Bản gốc lưu trữ ngày 15 tháng 1 năm 2012. Truy cập ngày 8 tháng 2 năm 2015.
62. 1 2  "Search". FilmRatings.com. Truy cập ngày 1 tháng 8 năm 2021.
63. ↑  Stahl, Lesley (ngày 13 tháng 3 năm 2005). "'Star Wars' Goes To Hell". CBS News. Bản gốc lưu trữ ngày 15 tháng 10 năm 2007. Truy cập ngày 1 tháng 8 năm 2021.
64. ↑  "Audio review of Star Wars Episode III: Revenge of the Sith". At the Movies with Ebert & Roeper. Bản gốc lưu trữ ngày 15 tháng 4 năm 2008. Truy cập ngày 17 tháng 5 năm 2008.
65. ↑  "November 1: Experience Episode III on DVD and Star Wars Battlefront II". StarWars.com. Bản gốc lưu trữ ngày 28 tháng 7 năm 2005. Truy cập ngày 17 tháng 5 năm 2008.
66. ↑  "DVD Review - Star Wars: Episode III - Revenge of the Sith".
67. ↑  "Revenge of the Sith Easter Egg - Hip Hop Yoda - Eeggs.com".
68. ↑  "Studio's first no-VHS release for major new title". Video Business. ngày 26 tháng 8 năm 2005. Lưu trữ bản gốc ngày 25 tháng 7 năm 2008. Truy cập ngày 30 tháng 7 năm 2008.
69. ↑  "Star Wars Episode III: Revenge of the Sith [2005]". Amazon.com. ngày 31 tháng 10 năm 2005. Lưu trữ bản gốc ngày 10 tháng 2 năm 2007. Truy cập ngày 18 tháng 2 năm 2007.
70. ↑  "Star Wars Saga Repacked in Trilogy Sets on DVD". Lucasfilm. StarWars.com. ngày 28 tháng 8 năm 2008. Bản gốc lưu trữ ngày 26 tháng 10 năm 2008. Truy cập ngày 8 tháng 11 năm 2008.
71. ↑  "Pre-order Star Wars: The Complete Saga on Blu-ray Now!". StarWars.com. ngày 6 tháng 1 năm 2011. Bản gốc lưu trữ ngày 9 tháng 1 năm 2011. Truy cập ngày 7 tháng 1 năm 2011.
72. ↑  Vlessing, Etan (ngày 6 tháng 4 năm 2015). "'Star Wars' Movie Franchise Headed to Digital HD". The Hollywood Reporter. Lưu trữ bản gốc ngày 10 tháng 4 năm 2015. Truy cập ngày 7 tháng 4 năm 2015.
73. ↑  Bonomolo, Cameron (ngày 8 tháng 8 năm 2019). "Newest Star Wars Saga Blu-rays Get Matching Artwork". Comicbook.com. Lưu trữ bản gốc ngày 26 tháng 9 năm 2019. Truy cập ngày 26 tháng 9 năm 2019.
74. ↑  Hayes, Dade (ngày 11 tháng 4 năm 2019). "Entire 'Star Wars' Franchise Will Be On Disney+ Within Its First Year". Deadline. Lưu trữ bản gốc ngày 14 tháng 4 năm 2019. Truy cập ngày 23 tháng 4 năm 2019.
75. ↑  Lussier, Germain (ngày 27 tháng 3 năm 2020). "Let's Dive Into Star Wars: The Skywalker Saga's 27-Disc Box Set". io9. Lưu trữ bản gốc ngày 13 tháng 3 năm 2021. Truy cập ngày 13 tháng 3 năm 2021.
76. ↑  Dietsch, T.J. (ngày 28 tháng 8 năm 2012). "Star Wars 3D Continues Next Fall With Release of Episodes II and III". Spinoff Online. Lưu trữ bản gốc ngày 31 tháng 8 năm 2012. Truy cập ngày 8 tháng 9 năm 2012.
77. ↑  Collura, Scott (ngày 21 tháng 11 năm 2012). "Star Wars: Revenge of the Sith 3D Release Date Shift". IGN. Lưu trữ bản gốc ngày 28 tháng 11 năm 2012. Truy cập ngày 22 tháng 11 năm 2012.
78. ↑  "Focusing on Episode VII, Lucasfilm Postpones Episodes II and III 3D". StarWars.com. ngày 28 tháng 1 năm 2013. Lưu trữ bản gốc ngày 22 tháng 5 năm 2013. Truy cập ngày 19 tháng 5 năm 2013.
79. ↑  Eisenberg, Eric (ngày 28 tháng 1 năm 2013). "Star Wars Attack Of The Clones And Revenge Of The Sith Won't Be Getting 3D Re-Releases". Cinema Blend. Lưu trữ bản gốc ngày 30 tháng 1 năm 2013. Truy cập ngày 28 tháng 1 năm 2013.
80. ↑  Finke, Nikki (ngày 28 tháng 1 năm 2013). "EXCLUSIVE: No More 'Star Wars' 3D Prequel Releases; Lucasfilm Passes To Focus On New Trilogy". Deadline Hollywood. Lưu trữ bản gốc ngày 30 tháng 1 năm 2013. Truy cập ngày 28 tháng 1 năm 2013.
81. ↑  "World Premiere of Star Wars: Revenge of the Sith in 3D – Souvenir Glasses Included". Bản gốc lưu trữ ngày 24 tháng 2 năm 2015. Truy cập ngày 6 tháng 4 năm 2015.
82. ↑  "Star Wars: Episode III -- Revenge of the Sith (2005)". Rotten Tomatoes. Fandango. Lưu trữ bản gốc ngày 25 tháng 12 năm 2020. Truy cập tháng 7 ngày 3, 2025. {{Chú thích web}}: Kiểm tra giá trị ngày tháng trong: |access-date= (trợ giúp)
83. ↑  "Star Wars: Episode III – Revenge of the Sith reviews". Metacritic. Lưu trữ bản gốc ngày 30 tháng 1 năm 2010. Truy cập ngày 16 tháng 12 năm 2015.
84. ↑  Gina Carbone (ngày 21 tháng 12 năm 2019). "Yep, Rise Of Skywalker's CinemaScore Matches My Theater's Reaction To Star Wars Movie". CinemaBlend. Lưu trữ bản gốc ngày 26 tháng 1 năm 2021. Truy cập ngày 25 tháng 12 năm 2020.
85. 1 2  "Star Wars: Episode III". The New Yorker. Lưu trữ bản gốc ngày 16 tháng 5 năm 2008. Truy cập ngày 17 tháng 5 năm 2008.
86. ↑  "Some Surprises in That Galaxy Far, Far Away". The New York Times. Lưu trữ bản gốc ngày 8 tháng 11 năm 2016. Truy cập ngày 16 tháng 7 năm 2016.
87. ↑  Jones, J. R. (ngày 19 tháng 5 năm 2005). "Star Wars: Episode III--Revenge of the Sith". Chicago Reader. Bản gốc lưu trữ ngày 1 tháng 12 năm 2020. Truy cập ngày 29 tháng 9 năm 2022.
88. ↑  Ebert, Roger (ngày 19 tháng 5 năm 2005). "Dark side shadows 'Sith'". Chicago Sun-Times. Lưu trữ bản gốc ngày 16 tháng 2 năm 2013. Truy cập ngày 8 tháng 3 năm 2013.
89. 1 2  Travers, Peter (ngày 19 tháng 5 năm 2005). "Star Wars: Episode III - Revenge of the Sith". Rolling Stone. Lưu trữ bản gốc ngày 9 tháng 6 năm 2019. Truy cập ngày 28 tháng 1 năm 2021.
90. 1 2  "George Lucas admits he's no great writer". Canadian Broadcasting Corporation. ngày 10 tháng 6 năm 2005. Bản gốc lưu trữ ngày 16 tháng 4 năm 2009. Truy cập ngày 17 tháng 5 năm 2008.
91. ↑  "Fifteen years on, how does Star Wars: Revenge of the Sith stand up?". The Guardian. ngày 21 tháng 5 năm 2020. Lưu trữ bản gốc ngày 30 tháng 11 năm 2020. Truy cập ngày 28 tháng 1 năm 2021.
92. ↑  Chaney, Jen (ngày 15 tháng 12 năm 2017). "In Defense of Hayden Christensen's Performance in the Star Wars Prequels". Vulture. Lưu trữ bản gốc ngày 9 tháng 11 năm 2020. Truy cập ngày 28 tháng 1 năm 2021.
93. ↑  Robinson, Joanna (ngày 16 tháng 4 năm 2017). "Watch Hayden Christensen Cleverly Mock His Worst Star Wars Line". Vanity Fair. Lưu trữ bản gốc ngày 11 tháng 11 năm 2020. Truy cập ngày 28 tháng 1 năm 2021.
94. ↑  Dockterman, Eliana (ngày 20 tháng 5 năm 2022). "It's Time to Forgive Hayden Christensen for the Star Wars Prequels". Time. Lưu trữ bản gốc ngày 23 tháng 6 năm 2022. Truy cập ngày 13 tháng 7 năm 2022.
95. ↑  Nicholson, Max (ngày 29 tháng 11 năm 2012). "Is Star Wars: Revenge of the Sith a Work of Art? Famed art critic calls Episode III the greatest artwork in 30 years". IGN. Lưu trữ bản gốc ngày 7 tháng 11 năm 2015. Truy cập ngày 30 tháng 11 năm 2012.
96. ↑  Sean Craig (ngày 28 tháng 11 năm 2012). "Critic Camille Paglia Thinks 'Revenge of the Sith' Is Our Generation's Greatest Work of Art". Vice.com (Phỏng vấn).
97. ↑  Paglia, Camille. Glittering Images: A Journey through Art from Egypt to Star Wars. Pantheon Books, 2012. pp. 185, 189.
98. ↑  Caitlin Chappell (ngày 9 tháng 1 năm 2020). "Star Wars: Gen Z Has Turned Revenge of the Sith Into a Cult Classic". CBR. Truy cập ngày 31 tháng 3 năm 2021.
99. 1 2  Soriano, César G. (ngày 17 tháng 5 năm 2005). "Politics creates a disturbance in the Force". USA Today. Lưu trữ bản gốc ngày 5 tháng 5 năm 2008. Truy cập ngày 17 tháng 5 năm 2008.
100. ↑  "2005 Worldwide Grosses". Lưu trữ bản gốc ngày 19 tháng 10 năm 2013. Truy cập ngày 20 tháng 12 năm 2015.
101. 1 2  "'Sith' Destroys Single Day Record". Box Office Mojo. ngày 20 tháng 5 năm 2005. Lưu trữ bản gốc ngày 16 tháng 12 năm 2008. Truy cập ngày 4 tháng 8 năm 2008.
102. ↑  "Top Single Day Grosses By Day Of The Week". Box Office Mojo. Lưu trữ bản gốc ngày 31 tháng 1 năm 2021. Truy cập ngày 2 tháng 11 năm 2020.
103. 1 2  "Pirates Breaks Opening Day Record!!". Coming Soon. Lưu trữ bản gốc ngày 18 tháng 7 năm 2006. Truy cập ngày 17 tháng 5 năm 2008.
104. ↑  "Dark Knight Beats Spider-Man". Guinness World Records. ngày 21 tháng 7 năm 2008. Bản gốc lưu trữ ngày 5 tháng 8 năm 2008. Truy cập ngày 4 tháng 8 năm 2008.
105. ↑  "'Deadpool' shatters box-office records with $135 million weekend".
106. ↑  Mendelson, Scott (ngày 12 tháng 7 năm 2015). "Box Office: 'Minions' Nabs Despicable $115M Weekend For Stunning $395M Worldwide Cume". Forbes. Lưu trữ bản gốc ngày 17 tháng 1 năm 2021. Truy cập ngày 26 tháng 8 năm 2021.
107. ↑  "'Star Wars' breaks box office records".
108. ↑  Gray, Brandon. "'Star Wars' Edges Out Computerized Critters and Secondhand Convicts". Box Office Mojo. Lưu trữ bản gốc ngày 6 tháng 5 năm 2022. Truy cập ngày 6 tháng 5 năm 2022.
109. ↑  "Star Wars: Episode III – Revenge of the Sith". Box Office Mojo. ngày 3 tháng 6 năm 2016. Lưu trữ bản gốc ngày 4 tháng 3 năm 2016. Truy cập ngày 3 tháng 6 năm 2016.
110. ↑  "Star Wars: Episode III – International Box Office Results". Box Office Mojo. Lưu trữ bản gốc ngày 1 tháng 2 năm 2010. Truy cập ngày 8 tháng 4 năm 2010.
111. ↑  "Spidey sets a new standard for movie openings: rule the world". Los Angeles Times. ngày 7 tháng 5 năm 2007.
112. ↑  "2005: George Lucas". American Film Institute. ngày 9 tháng 6 năm 2005. Lưu trữ bản gốc ngày 28 tháng 3 năm 2014. Truy cập ngày 15 tháng 5 năm 2014.
113. ↑  "Nominees and Winners: 78th Annual Academy Awards". AMPAS. Bản gốc lưu trữ ngày 3 tháng 7 năm 2008. Truy cập ngày 4 tháng 8 năm 2008.
114. ↑  "Past Winners: 2006". People's Choice Awards. Bản gốc lưu trữ ngày 22 tháng 6 năm 2008. Truy cập ngày 4 tháng 8 năm 2008.
115. ↑  "2005 Hollywood Movie Awards". Hollywood Festival. Lưu trữ bản gốc ngày 2 tháng 3 năm 2010. Truy cập ngày 24 tháng 3 năm 2010.
116. ↑  "Sony Ericsson Empire Awards 2006: Best Sci-Fi/Fantasy". Empire. Bản gốc lưu trữ ngày 16 tháng 6 năm 2013. Truy cập ngày 4 tháng 8 năm 2008.
117. ↑  "The Teen Choice Awards 2005". Fox. Bản gốc lưu trữ ngày 8 tháng 3 năm 2008. Truy cập ngày 4 tháng 8 năm 2008.
118. ↑  "2006 Saturn Awards". Locus Magazine. Bản gốc lưu trữ ngày 29 tháng 8 năm 2008. Truy cập ngày 4 tháng 8 năm 2008.
119. ↑  "Star Wars: Episode III - Revenge of the Sith - IMDb". IMDb. Truy cập ngày 14 tháng 4 năm 2022.
120. ↑  "Razzies© 2006 Nominees for Worst Supporting Actor". Golden Raspberry Foundation. Bản gốc lưu trữ ngày 23 tháng 6 năm 2011. Truy cập ngày 4 tháng 8 năm 2008.
121. ↑  "26th Annual Golden Raspberry (Razzie©) Award "Winners"". Golden Raspberry Foundation. Bản gốc lưu trữ ngày 5 tháng 7 năm 2008. Truy cập ngày 4 tháng 8 năm 2008.
122. ↑  "2006 MTV Movie Awards". MTV. Lưu trữ bản gốc ngày 23 tháng 4 năm 2008. Truy cập ngày 4 tháng 8 năm 2008.
123. ↑  "2005 Stinkers Awards Announced". Rotten Tomatoes. Lưu trữ bản gốc ngày 20 tháng 12 năm 2016. Truy cập ngày 23 tháng 9 năm 2019.
124. ↑  Star Wars: Episode III Revenge of the Sith – Novelization, 1st edition hardcover, 2005. Matthew Woodring Stover, George Lucas, ISBN 0-7126-8427-1
125. ↑  "Revenge of the Sith: The Goods (Part II): Beyond The Movie". IGN. ngày 28 tháng 4 năm 2005. Bản gốc lưu trữ ngày 16 tháng 12 năm 2008. Truy cập ngày 7 tháng 7 năm 2008.
126. 1 2 3  "Revenge of the Sith: The Goods". IGN. ngày 28 tháng 4 năm 2005. Bản gốc lưu trữ ngày 31 tháng 1 năm 2021. Truy cập ngày 7 tháng 7 năm 2008.
127. ↑  "'Star Wars: The Clone Wars' meets 'Revenge of the Sith' in final episodes". Lưu trữ bản gốc ngày 16 tháng 7 năm 2020. Truy cập ngày 31 tháng 10 năm 2020.
128. ↑  "Obi-Wan Kenobi". disney.com. Truy cập ngày 18 tháng 8 năm 2022.